# Anthaxia longipilis
Anthaxia longipilis es una especie de escarabajo del género Anthaxia, familia Buprestidae. Fue descrita científicamente por Bílý en 1998.